# Palatul Apostolic

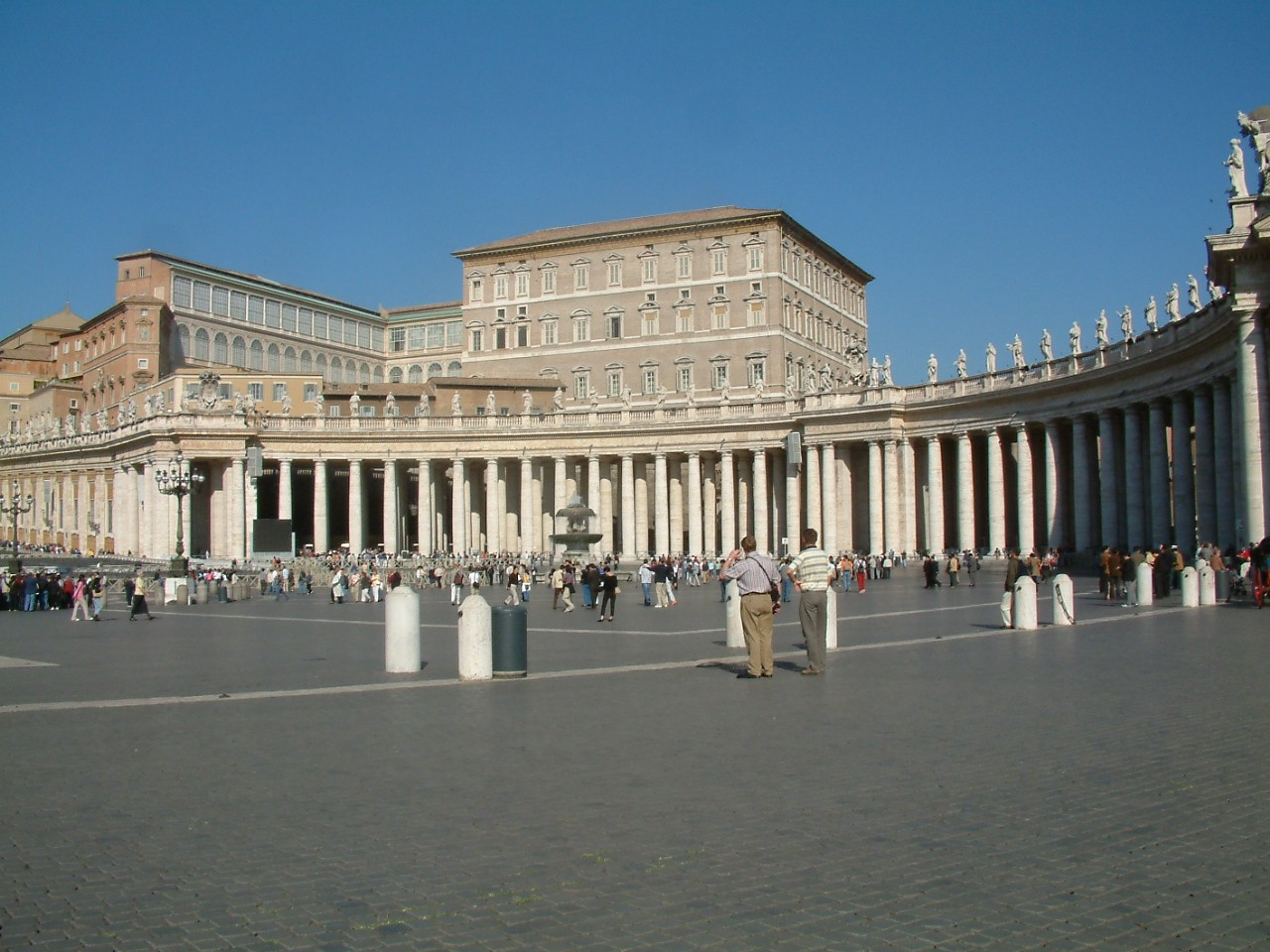
Palatul Apostolic

Palatul Apostolic (sau Palatul Papal) este reședința oficială a papilor în Vatican. Clădirea cuprinde pe lângă apartamele papale și capele, birouri, ca și o parte a muzeului din Vatican. Palatul are 1.400 de încăperi și se întinde pe o suprafață de 55.000 m², el se numără printre cele mai mari construcții din lume. Palatul Apostolic a fost contruit între anii 1508–1519 după planurile arhitecților Antonio da Sangallo și Donato Bramante. O parte a palatului cuprinde muzeele Vaticanului, Capela Sixtină, Capela Niccolina, cu picturi ale lui Rafael sau Michelangelo.